# Trouble Jeu (film)
Pour les articles homonymes, voir Trouble Jeu et Hide and Seek.
Cet article possède un paronyme, voir Cache-cache (homonymie).
Pour plus de détails, voir Fiche technique et Distribution.
Trouble Jeu (Hide and Seek), ou Cache Cache au Québec, est un thriller  américain de John Polson sorti en 2005.
Le film suit Emily Callaway, qui est une petite fille en dépression après le suicide de sa mère. Son père, psychologue, décide d'emménager à la campagne avec sa fille. Traumatisée, Emily s'invente un ami imaginaire, Charlie.

## Synopsis
Après avoir découvert le corps de sa femme Alison dans une baignoire, morte apparemment suicidée, le Dr David Callaway, un psychologue, décide de déménager avec sa fille de 9 ans, Emily, dans le nord de l'État de New York. Là, Emily se fait un ami imaginaire qu'elle appelle "Charlie". Dans le même temps, David fait des cauchemars récurrents concernant la fête du Nouvel An qui a eu lieu la nuit précédant la mort d'Alison.
David rencontre Elizabeth Young, une femme du coin, et sa nièce, Amy, qui a le même âge qu'Emily. Espérant cultiver une amitié saine pour Emily, David organise un rendez-vous avec Amy. Amy est impatiente de devenir amie et donne une de ses poupées à Emily, mais le rendez-vous est gâché lorsqu'Emily découpe le visage de la poupée d'Amy. Emily dit à David qu'elle n'a pas besoin d'amis.
David invite Elizabeth à dîner un soir, où Emily se montre hostile envers elle. Elizabeth essaie plus tard de faire la paix avec Emily. Quand Emily lui dit qu'elle joue à cache-cache avec "Charlie", Elizabeth lui fait plaisir en faisant semblant de le chercher. Mais quand elle ouvre le placard, quelqu'un surgit et la défenestre.
David demande à Emily ce qui s'est passé. Emily prétend que "Charlie" a tué Elizabeth et l'a forcée à l'aider à déplacer le corps. Elle dit à David où se trouve le corps. David découvre Elizabeth dans la baignoire pleine de sang (reproduisant la mort d'Alison). Armé d'un couteau, il sort, rencontre leur voisin et suppose que ce dernier est "Charlie". Il fait fuir ledit voisin, et ce voisin appelle la police.
De retour à la maison, David découvre que, bien qu'il soit allé dans son bureau à plusieurs reprises, les cartons n'ont en fait jamais été déballés après le déménagement. Alors, dans un bref et dernier moment de lucidité, il se rend compte qu'il souffre d'un trouble dissociatif de l'identité et que "Charlie" n'est pas du tout imaginaire : "Charlie", c'est David lui-même. Il se souvient également de tout ce qui s'est vraiment passé lors de la soirée du réveillon du Nouvel An : la veille de la mort de sa femme, il avait surpris Alison en train d'embrasser un autre invité. "Charlie", sa double personnalité, a été créé pour exprimer sa rage et lui permette d'assassiner sa femme, ce que le gentil David était incapable de faire. Emily savait depuis le début que son père avait une double personnalité, mais ne le lui avait pas dit parce qu'elle ne savait pas quelle personnalité avait assassiné sa mère jusqu'à ce que "Charlie" tue Elizabeth.
Ayant découvert la vérité, David devient complètement fou et sa personnalité se désintègre pour laisser définitivement place à "Charlie", ce qui le conduit à assassiner le shérif local, qui arrive pour enquêter après l'appel du voisin. Emily appelle Katherine à l'aide, feinte "Charlie" et s'échappe dans les bois, jusqu'à la grotte où elle a rencontré "Charlie" pour la toute première fois. Katherine prend l'arme du shérif mort et trouve "Charlie" dans la grotte. Il se fait passer pour David et en profite pour attaquer Katherine. Katherine supplie David de combattre son autre personnalité meurtrière. "Charlie" dit que David n'existe plus. Emily apparaît, suppliant "Charlie" de laisser Katherine partir. Cela crée une diversion, permettant à Katherine de tirer sur "Charlie", le tuant enfin.
À partir de là, le film possède au moins 4 fins différentes possibles[réf. nécessaire] :
- Fin 1 : Plus tard, Emily se prépare à aller à l'école dans sa nouvelle vie avec Katherine. Mais le dessin bizarre d'Emily, ou elle se représente  elle-même avec deux têtes, suggère qu'elle souffre à son tour d'un trouble dissociatif de l'identité.

- Fin 2 :  Plus tard, Emily se prépare à aller à l'école dans sa nouvelle vie avec Katherine. Le dessin d'Emily, tout à fait normal et joyeux, indique qu'elle s'est remise des événements et mène maintenant une vie heureuse auprès de Katherine.

- Fin 3 : Plus tard, Katherine vient dire bonne nuit à Emily qui est dans son lit. On comprend que Katherine et Emily vivent maintenant ensemble, et  que dans cette nouvelle vie, Emily s'est bien remise des événements.

- Fin 4 : Plus tard, Katherine vient dire bonne nuit à Emily qui est dans son lit. Il  semble que Katherine et Emily vivent maintenant ensemble, et  que dans cette nouvelle vie, Emily s'est bien remise des événements. Mais en fait, dès que Katherine referme la porte de la chambre, on peut voir qu'il s'agit de la chambre d'un hôpital psychiatrique, et donc qu'Emily est devenue folle après les événements.

## Fiche technique
Sauf indication contraire, les informations mentionnées dans cette section peuvent être confirmées par les bases de données cinématographiques  présentes dans la section « Liens externes ».
- Titre original : Hide and Seek
- Titre français et belge : Trouble Jeu
- Titre québécois : Cache-cache
- Réalisation : John Polson
- Scénario : Ari Schlossberg
- Musique : John Ottman
- Photographie : Dariusz Wolski
- Montage : Jeffrey Ford
- Distribution des rôles : Amanda Mackey Johnson et Cathy Sandrich
- Décors : Steven J. Jordan
- Costumes : Aude Bronson-Howard
- Production : Barry Josephson (en)
  - Producteur exécutif : Joseph M. Caracciolo Jr.
  - Coproduction : Dana Robin et John P. Rogers
- Pays de production :  États-Unis,  Allemagne
- Langue originale : anglais
- Format : couleur
- Genre : thriller et horreur
- Durée : 101 minutes
- Dates de sortie : 
  - États-Unis : 28 janvier 2005
  - France : 23 février 2005
  - Belgique : 2 mars 2005
  - Suisse romande : 6 avril 2005
- Certification : 
  - États-Unis : Rated R for frightening sequences and violence
  - France : interdit aux moins de 12 ans

## Distribution
Sauf indication contraire, les informations mentionnées dans cette section peuvent être confirmées par les bases de données cinématographiques  présentes dans la section « Liens externes ».
- Robert De Niro (VF : Jacques Frantz) : Dr David Callaway
- Dakota Fanning (VF : Lutèce Ragueneau) : Emily Callaway
- Famke Janssen (VF : Juliette Degenne) : Dr Katherine Carson
- Elisabeth Shue (VF : Marie-Laure Dougnac) : Elizabeth
- Amy Irving (VF : Martine Irzenski) : Alison Callaway
- Dylan Baker : Shérif Hafferty
- Melissa Leo (VF : Frédérique Tirmont) : Laura
- Robert John Burke (VF : Georges Claisse) : Steven
- Molly Grant Kallins : Amy
- David Chandler (VF : Jean-Yves Chatelais) : Mr Haskins
- Stewart Summers : Docteur

## Autour du film
Certains ont vu dans certaines scènes des symboles (le papillon monarque, la grotte), et dans le thème du film lui-même (développement d'un trouble dissociatif de l'identité) une référence au projet de contrôle mental MK-Ultra.